# Astomum borbonicum
Astomum borbonicum là một loài rêu trong họ Pottiaceae. Loài này được Bizot & Onr. ex Onr. mô tả khoa học đầu tiên năm 1976.